# Metronom Eisenbahngesellschaft
Метроно́м (нем. metronom Eisenbahngesellschaft) — пассажирский железнодорожный оператор в Германии, один из крупнейших, не принадлежащих DB. Компания основана в 2002 году. Обслуживает линии Гамбурга, Нижней Саксонии и Бремена. Основные маршруты: из Гамбурга в Куксхафен, Бремен и Гёттинген через Ильцен и Ганновер.

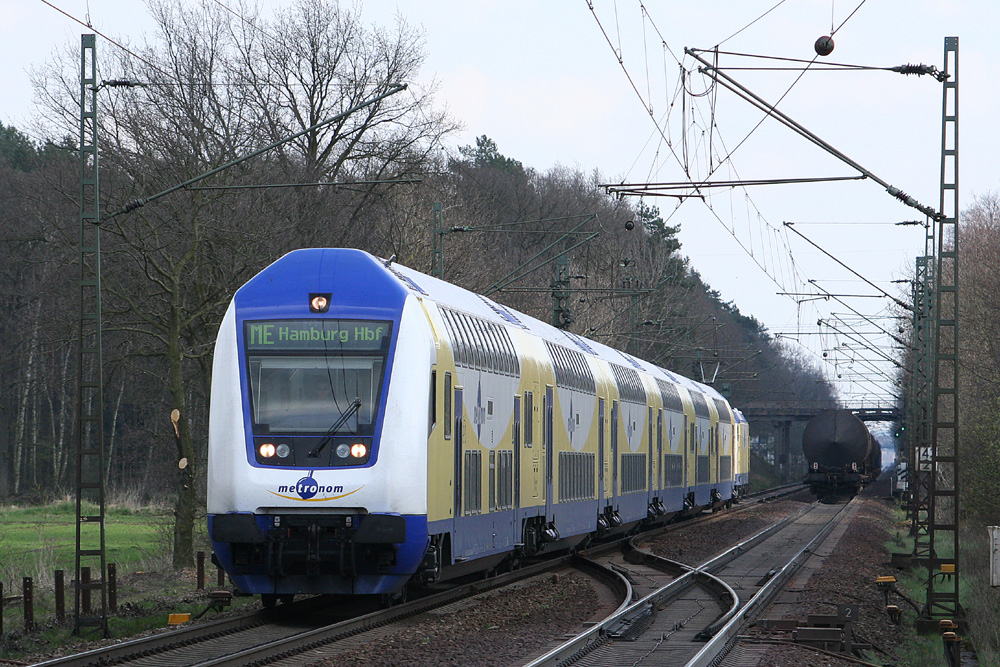
Поезд компании

Офис находится в городе Ильцен (Нижняя Саксония). Имеет 2 депо, около двухсот двухэтажных вагонов и 34 локомотива производства Bombardier: 27 электровоза серии 146 и 7 тепловозов серии 246 для работы на линии в Куксхафен.
Поезда Метронома соответствуют RE и RB от DB, отличаются от последнего большим количеством вагонов — до 10 на линии в Бремен. Цена, качество услуг и скорость движения — на уровне DB.